# 曽木公園

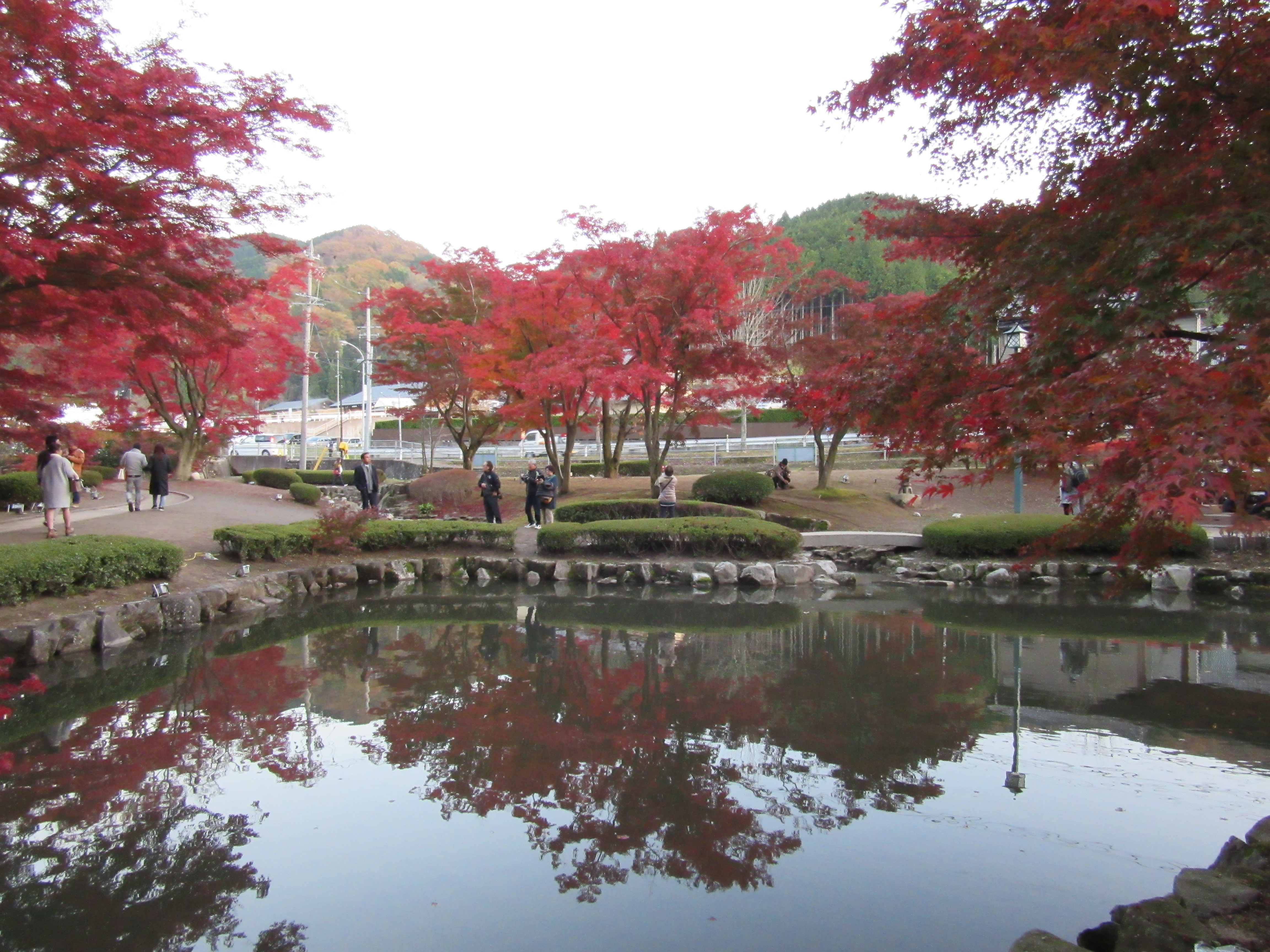
紅葉の曽木公園

曽木公園（そぎこうえん）とは、岐阜県土岐市にある公園である。
国道363号（中馬街道）を挟んだ向かいに、曽木温泉（バーデンパークSOGI）がある。

## 概況
土岐市曽木地区の、2本の川の合流地点にある公園で、広さは16300平方メートル。
園内にはモミジ、カエデ、イチョウ、ツガ、ミズキなど、約300本の樹木があり、大小の池がある。
秋には、紅葉した樹木が池に映り、「逆さ紅葉」を見ることができる。この逆さ紅葉は1999年（平成11年）から2023年（令和5年）まで夜間ライトアップが行われていた。なお、2020年（令和2年） - 2022年（令和4年）はコロナ対策ということでもみじ祭りは中止された。
紅葉の名所として、2004年（平成16年）には飛騨・美濃紅葉三十三選に、2010年（平成22年）には日本紅葉の名所100選に選定されている。
当公園は、愛知県境に近く、すぐ近くの岐阜県道111号を2kmほど進むと、豊田市（旧小原村）に入る。

## 交通アクセス
- 中央自動車道 土岐ICより約15km（岐阜県道19号土岐足助線または岐阜県道69号土岐市停車場細野線などを経由し国道363号へ（国道363号沿い））。
- 東海環状自動車道 せと品野インターチェンジより国道363号経由で約16km。
- 土岐市民バス「土岐南北線」（平日）、「どんぶり会館バーデンパーク線」（土休日）に乗車し、「「バーデンパークSOGI」バス停下車。
  - 紅葉シーズンにはJR中央本線 土岐市駅から臨時バスが運行される場合がある。